# Eczpoczmak
Eczpoczmak lub jeczpoczmak (tatar. өчпочмак öçpoçmak, baszk. өсбосмаҡ ösbosmaq, dosł. ‘trójkąt’) – narodowa potrawa tatarska i baszkirska w postaci pieczonego drożdżowego trójkątnego pieroga z ciasta drożdżowego z nadzieniem z mięsa, ziemniaków i cebuli.

## Historia
Baszkirzy i Tatarzy to ludy koczownicze, które przenosiły się konno z jednego terenu na drugi. Konie były nie tylko środkiem transportu, ale również pożywieniem koczowników. Końskiego mięsa używano do przyrządzania jeczpoczmaków, chociaż najczęściej używano mięsa jagnięcego. Tradycyjnie przygotowane mają mały otwór w środku, który wypełnia się gorącym bulionem. Dzisiaj coraz rzadziej można znaleźć jeczpoczmaki z otworem w środku, ale w zgodzie z tradycją nadal podaje się do niego bulion.

## Sposób przygotowania
Tradycyjny jeczpoczmak jest przygotowywany z ciasta drożdżowego, które po wyrośnięciu dzieli się na kilka części. Nadzienie przygotowuje się z pokrojonego w kostkę surowego mięsa (koniny, baraniny lub jagnięciny), do którego dodaje się pokrojoną w kostkę cebulę i surowe ziemniaki. Całość doprawia się solą i pieprzem. Kawałki ciasta drożdżowego rozwałkowuje się na okrągłe płaty, na które nakłada się nadzienie i skleja w trójkąt pozostawiając otwór pośrodku. Po wyrośnięciu piecze się w piekarniku ok. 30 min, po czym napełnia ugotowanym bulionem i piecze jeszcze 20 min.